# École supérieure d'ingénieurs de Nice Sophia-Antipolis
L'École supérieure d'ingénieurs de Nice Sophia-Antipolis (ESINSA) était une école d'ingénieurs au sein de l'université Nice-Sophia-Antipolis. Sur le site de la technopôle de Sophia Antipolis, l'ESINSA était au centre d'une synergie enseignement – recherche – industrie.
Elle accueillait trois cent cinquante élèves ingénieurs pour une formation en 5 ans. L'admission se faisait principalement au niveau baccalauréat (concours GEIPI) mais aussi à BAC+2 et BAC+4. L'école était spécialisée en micro-électronique, électronique des télécommunications et réseaux, traitement numérique des signaux, électronique embarquée.
Le 2 mars 2005, Polytech'Nice Sophia est créée associant ESINSA, ESSI (École supérieure en sciences informatiques) et Magistère de pharmacologie. 
L'ESINSA devient le département d'électronique de la nouvelle école.